# Honoré Daumier
Honoré-Victorin Daumier (francosko [ɔnɔʁe domje]), francoski grafik, karikaturist, slikar in kipar, * 26. februar 1808, Marseille, † 10. februar 1879, Valmondois
Mnoga nejgova dela ponujajo komentarje o družbenem in političnem življenju v Franciji v 19. stoletju.
Daumier je ustvaril več kot 500 slik, 4000 litografij, 1000 lesorezov, 1000 risb in 100 skulptur. Ugleden pripravljavec je bil morda najbolj znan po karikaturah političnih osebnosti in satiri o vedenju svojih rojakov, čeprav je bila posmrtno prepoznana tudi vrednost njegovih slik. 

## Življenje
Daumier se je rodil v Marseillu Jean-Baptistu Louisu Daumierju in Cécile Catherine Philippe. Njegov oče Jean-Baptiste je bil steklar, katerega literarne težnje so ga leta 1814 pripeljale do Pariza, kjer je želel objavljati kot pesnik. Leta 1816 sta mladi Daumier in njegova mama sledila Jean-Baptistu v Pariz. Daumier je v mladosti pokazal neustavljivo nagnjenost k umetniškemu poklicu, ki ga je oče zaman skušal preveriti tako, da ga je najprej postavil kot hostesnika, za katerega je bil zaposlen kot deček in kasneje pri knjigarnarju. Leta 1822 je postal varovanec Alexandra Lenoira, prijatelja Daumierjevega očeta, ki je bil umetnik in arheolog. Naslednje leto je Daumier vstopil v Académie Suisse. Delal je tudi za litografa in založnika z imenom Belliard ter naredil prve poskuse litografije.
Ko je obvladal tehniko litografije, je Daumier začel svojo umetniško kariero z izdelovanjem plošč za glasbene založnike in z ilustracijami za oglase. Sledilo je anonimno delo založnikom, v katerem je oponašal Charletov slog in pokazal veliko navdušenja nad Napoleonovo legendo. Po revoluciji 1830 je ustvarjal umetnost, ki je izražala njegova politična prepričanja . Daumier je bil do leta 1873 skoraj slep.

## Objavljena dela
Med vladavino Ludvika Filipa je Charles Philipon izdal revijo stripov La Caricature. Daumier se je pridružil njegovemu osebju, v katerem so bili tako močni umetniki, kot so Devéria, Raffet in Grandville in začel s svojim slikovnim pohodom satire, s katero se je osredotočil na buržoazijo, korupcijo zakonodaje in nesposobnost neumne vlade. Njegova karikatura kralja kot Gargantua je leta 1832 Daumiera pripeljala za šest mesecev v zapora. Kmalu zatem je bila objava La Caricature prekinjena, toda Philipon je predvidel novo polje za Daumierjevo dejavnost, ko je ustanovil Le Charivari.
Daumier je ustvarjal družabne karikature za Le Charivari, v katerih je meščansko družbo nasmejal z likom Roberta Macaireja, junaka priljubljene melodrame. V drugi seriji, L'histoire ancienne, je ciljal na omejevalni psevdo klasicizem umetnosti tega obdobja. Leta 1848 se je Daumier znova lotil svoje politične kampanje, še vedno v službi Le Charivari, ki ga je zapustil leta 1863 in se mu ponovno pridružil leta 1864.
Približno sredi 1840-ih je Daumier začel objavljati svoje znamenite karikature, ki prikazujejo člane pravne stroke, znane kot 'Les Gens de Justice', grozljivo satiro o sodnikih, obtožencih, odvetnikih in skorumpiranih, pohlepnih pravnikih na splošno. Na belem papirju se je pojavilo več izjemno redkih albumov, ki zajemajo 39 različnih pravnih tem, od tega je bilo 37 objavljenih v Le Charivari. Govorilo se je, da je Daumierjeva lastna izkušnja kot uslužbenca v sodni pisarni v mladosti morda vplivala na njegov precej negativen odnos do pravne stroke.
Leta 1834 je izdelal litografijo Rue Transnonain, 15. aprila 1834, s prikazom pokola v Rue Transnoinu, ki je bil del nemirov aprila 1834 v Parizu. Zasnovana je bila za naročniško publikacijo L’Association Mensuelle. Dobiček naj bi bil za spodbujanje svobode tiska in pokritje pravnih stroškov tožbe zoper satirično, politično progresivno revijo Le Charivari, h kateri je Daumier redno prispeval. Policija je odkrila tisk, ki je visel v oknu tiskarne Ernesta Jean Auberta v Galerie Véro-Dodat (prehod v 1. okrožju) in nato izsledila in zaplenila vse odtise, ki so jih našli, skupaj z izvirnim litografskim kamnom, na katerem je slika je bila narisana. Nekateri odtisi so ta prizadevanja preživeli.

## Kiparstvo
Daumier ni bil le ploden litograf, risar in slikar ampak je izdelal tudi opazno število skulptur iz nežgane gline. Da bi rešili te redke primerke pred uničenjem, so nekatere od teh doprsnih plošč najprej reproducirali v mavcu. Bronaste skulpture so bile posmrtno izdelane iz gipsa. Glavne livarne 20. stoletja so bile F. Barbedienne Barbedienne, Rudier [fr], Siot-Decauville [fr] in Livarna Valsuani [fr].
Na koncu je Daumier izdelal okoli 36 doprsnih kipov francoskih poslancev iz nežgane gline. Livarne, ki so od leta 1927 sodelovale pri izdelavi bronaste izdaje, so bile Barbedienne v izdaji 25 in 30 odlitkov in Valsuani s tremi posebnimi odlitki, ki temeljijo na prejšnjih mavčnih ulitkih iz galerije glinene zbirke Sagot - Le Garrec. Vsi bronasti doprsni kipi so posmrtni, temeljijo na originalnih, vendar pogosto restavriranih skulpturah iz gline. Gline v obnovljeni različici se lahko vidi v pariškem Musée d'Orsay.
Od zgodnjih 1950-ih so se pojavile nekatere žgane glinene 'figurice', ki so večinoma pripadale Gobinovi zbirki v Parizu. Gobin se je odločil za bronasto izvedbo, ki jo je izvedel Valsuani v izdaji 30 vsake. Ponovno so bili posmrtne in ni dokazov, v nasprotju z zgoraj omenjenimi poprsji, da je te terakota figurice res naredil sam Daumier. Ameriška šola (J.Wasserman iz muzeja Fogg-Harvard) dvomi v njihovo pristnost, medtem ko so francoske šole, zlasti Gobin, Lecomte ter Le Garrec in Cherpin, vsi nekako vključeni v trženje bronastih edicij, prepričani v Daumierjev izvor. Daumier register (mednarodno središče Daumierjevega raziskovanja) in Nacionalna umetniška galerija v Washingtonu DC bi figurice štele kot "v maniri Daumierja" ali celo "posnemovalca Daumierja" ( NGA)
O pristnosti Daumierjevega lika Ratapoil ('odrta podgana') in njegovih Izseljencev ne more biti dvoma. Avtoportret v bronu in doprsni kip Ludvika XIV. sta v zadnjih 100 letih pogosto predmet razprav, vendar naj bi ju na splošno sprejeli kot Daumierjeva izvirnika.
Daumier je ustvaril veliko figuric, ki jih je pozneje uporabil kot modele za svoje slike. Ena najbolj znanih figuric z naslovom Težko breme predstavlja žensko in njenega otroka. Ženska nosi nekaj, morda veliko torbo; figurica je visoka približno 14 centimetrov. Oliver W. Larkin navaja, da »v glini nekdo vidi znamko hitrih prstov Daumierja, ko je potiskal krilo v vetrne pregibe in z rezilom noža ali koncem ročaja ščetke določil zapete roke in gube tkanine čez dojko. V olju je lahko le najuspešneje približal to majhno mojstrovino na dveh platnih, ki sta bili nekoč v lasti Arsena Alexandra.«
Daumier je posnel več slik Težkega bremena. Žena in njen otrok sta videti, kot da ju je potisnil veter, Daumier pa je to uporabil kot metaforo večjih sil, proti katerim se dejansko borita. Revolucija, vlada in revščina so bile večje sile, ki jih je Daumier želel pokazati, Žensko in njenega otroka na sliki začrta zelo temna senca.

## Slikarstvo
Poleg svoje bogate dejavnosti na področju karikature - seznam Daumierjevih litografskih plošč, sestavljenih leta 1904 je ne manj kot 3958 - je tudi slikal. Razen iskanja resničnosti njegovega videnja in močne neposrednosti njegovega slikarstva bi bilo težko prepoznati ustvarjalca slik Robert Macaire, Les Bas bleus, Les Bohémiens de Paris in Masques ter Kristus in njegovi apostoli (Rijksmuseum v Amsterdamu) ali v njegovih slikah Dobri Samaritanci, Don Kihot in Sančo Pansa ali celo v skicah v zbirki Ionides v Južnem Kensingtonu. V muzeju Am Römerholz v Winterthurju je soba, polna karikatur. Don Kihot in Sančo Pansa sta bila najdena v sklopu münchenske umetniške zbirke leta 2012.
Kot slikar je bil Daumier med pionirji realističnih tem, ki jih je obravnaval s stališčem, kritičnim do razrednih razlik . Njegove slike so se videle šele leta 1878, leto pred smrtjo, ko je Paul Durand-Ruel zbiral dela za razstavo v svojih galerijah in demonstriral obseg talenta človeka, ki so ga poimenovali Michelangelo karikature. V času razstave je bil Daumier slep in je živel v koči v Valmondoisu, ki jo je Corot dal na razpolago. Tam je tudi umrl.

## Zapuščina
Baudelaire ga je opisal: l'un des hommes les plus importants, ne dirai pas seulement de la caricature, mais encore de l'art moderne. (Eden najpomembnejših moških, ne samo, rekel bi, karikature, ampak tudi sodobne umetnosti.)
Leta 1901 je na École des Beaux-Arts potekala razstava njegovih del.
Daumierjeva dela najdemo v številnih vodilnih svetovnih umetniških muzejih, vključno z Louvrom, Metropolitanskim muzejem umetnosti in Rijksmuseumom. Znan je zaradi številnih del, vključno z velikim številom slik (500) in risb (1000), od katerih nekatere prikazujejo življenje Don Kihota, tema, ki ga je očarala zadnji del njegovega življenja.
Daumierjev 200. rojstni dan so leta 2008 praznovali s številnimi razstavami v Aziji, Ameriki, Avstraliji in Evropi.

## Galerija
- Mlinar, njegov sin in osel , 1849
- Nesrečnega otroka je obesila na steno sestra, ki je šla plesat. Barvna litografija,  H. Daumier, ok. 1850.
- Ljubitelj tiska. ok.1857–1860
- Crispin in Scapin, 1858–1860
- Les Comediens de Société, litografija objavljena v Le Charivari, 1858
- "NADAR élevant la Photographie à la hauteur de l'Art" (Félix Nadar povzdigne fotografije v umetnost).
- Vagon tretjega razreda, ok.1862–64
- Les Joueurs d'échecs (Igralca šaha), 1863, olje na platnu, 1863 (Petit Palais)
- Les Trains de Plaisir (Vlaki veselja). Litografija objavljena v Le Charivari, 1864
- Une discussion littéraire à la deuxième Galerie (Literarna razprava v drugi galeriji). Litografija objavljena v Le Charivari, 1864
- La capitulation de Sedan (Bitka pri Sedanu). Litografija objavljena v Le Charivari, 1870
- Preteklost, Sedanjost, Bodočnost
- Perica olje na tabli, ok.1863 (Musée D'Orsay)
- Don Kihot in Sančo Pansa, 1868
- L'Avocat au placet (Odvetnik z zagovorom), ok.1850
- Namišljen invalid, pred 1879
- Iz Scènes Grotesques. Elle tenait ferme!, litografija